# Fallersleben (Wolfsburg)
Fallersleben è una frazione (Ortsteil) della città di Wolfsburg, in Bassa Sassonia, Germania, con una popolazione di 11.269 abitanti (al 2010). Il villaggio di Fallersleben fu menzionato per la prima volta nel 942 con il nome di Valareslebo. Fallersleben è diventata una città nel 1929 ed è stata incorporata a Wolfsburg nel 1972. Prima del 1972 apparteneva a Gifhorn. Nel 1939, Fallersleben contava 2.600 abitanti.

## Curiosità
Nella cittadina di Fallersleben nacque nel 1789 lo scrittore tedesco August Heinrich Hoffmann von Fallersleben, famoso per aver scritto il testo dell'inno nazionale tedesco, Das Lied der Deutschen.